# روژمبرک
روژمبرک (به آلمانی: Rosenberg) یک شهرک در اسلواکی با جمعیت ۲۹٬۹۰۶ نفر است که در Ružomberok District واقع شده‌است.